# Macrolabis thalictri
Macrolabis thalictri är en tvåvingeart som beskrevs av Fedotova 2000. Macrolabis thalictri ingår i släktet Macrolabis och familjen gallmyggor.
Artens utbredningsområde är Kazakstan. Inga underarter finns listade i Catalogue of Life.